# Hobey Baker
Hobart Amory Hare Baker (sinh ngày 15 tháng 1 năm 1892 - mất ngày 21 tháng 12 năm 1918) là vận động viên nghiệp dư của Mỹ những năm đầu thế kỷ XX. Được coi là ngôi sao đầu tiên của Mỹ trong bộ môn khúc côn cầu trên băng của Hockey Hall of Fame, ông cũng là một tài năng trong bộ bôn  bóng bầu dục Mỹ.